# 17 Dywizjon Artylerii Przeciwpancernej

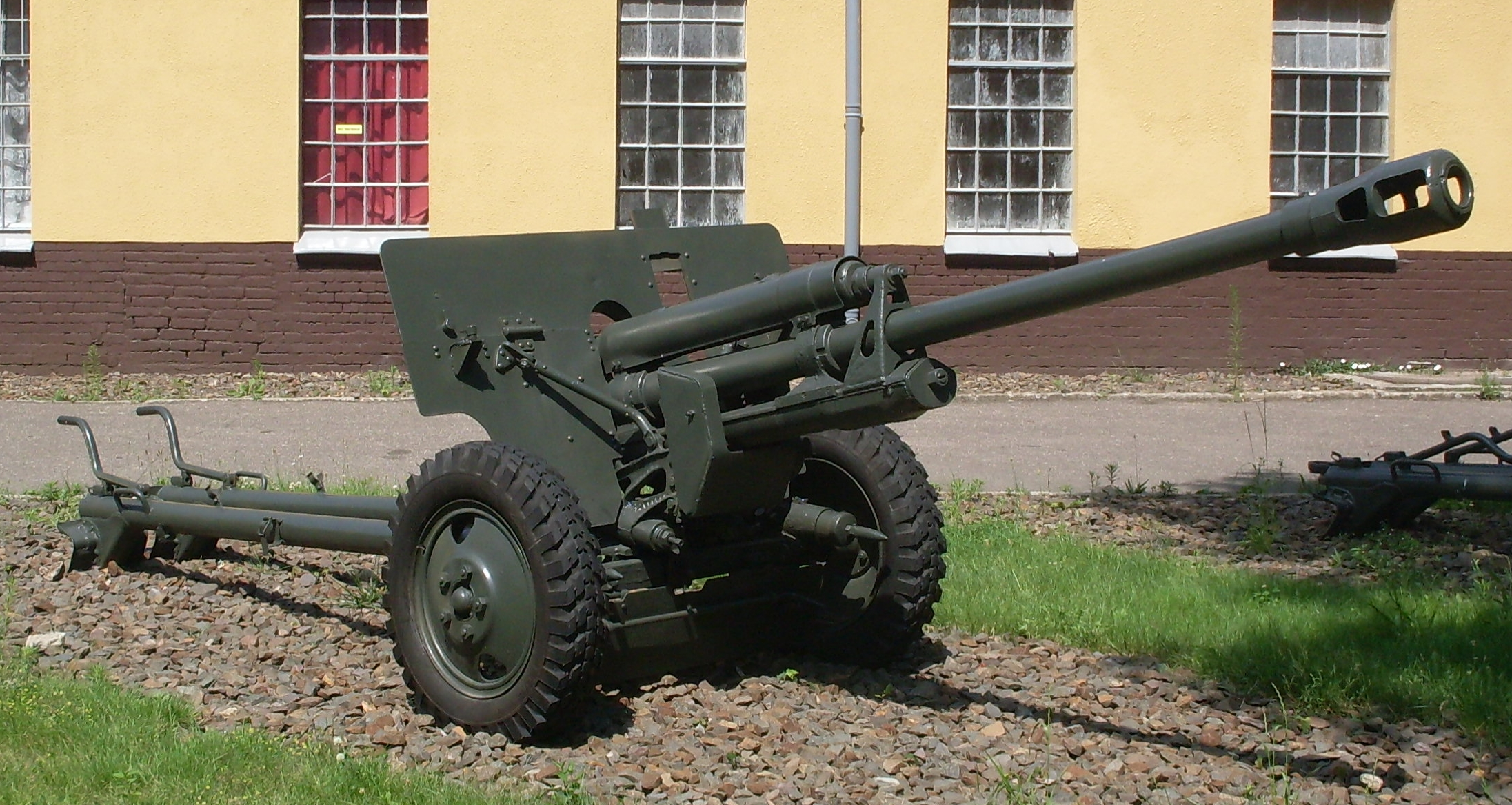
76 mm armata wz. 1942 (ZiS-3)

17 dywizjon artylerii przeciwpancernej (17 dappanc) – pododdział artylerii przeciwpancernej ludowego Wojska Polskiego.

## Formowanie i zmiany organizacyjne
Dywizjon został sformowany w 1945 roku, w garnizonie Bydgoszcz, w składzie 14 Dywizji Piechoty. W połowie 1946 roku dyslokowany został do garnizonu Siedlce. Wiosną 1949 roku przeniesiono dywizję na Pomorze Zachodnie, a dywizjon dyslokowano w garnizonie Szczecinek (Choszczno). W 1955 roku jednostka została przeniesiona do Stargardu Szczecińskiego, a dwa lata później rozformowana.

## Struktura organizacyjna
Dowództwo i sztab
- pluton dowodzenia
- trzy baterie armat przeciwpancernych
  - dwa plutony ogniowe po 2 działony

Razem według etatu 2/79 w 1948: 164 żołnierzy i 12 armat 76 mm ZiS-3